# San Nicola (Lettere)
San Nicola (già San Nicola del Vaglio) è una frazione del comune di Lettere nella città metropolitana di Napoli.

## Storia
Borgata sviluppatasi in periodo alto-medievale come corte del castello, intorno al nucleo della vecchia chiesa di San Nicola, è già ricordata nel 1702 come una delle nove frazioni (casali con cura) del comune di Lettere. Nel 1790 la frazione contava 1 053 abitanti.

## Monumenti e luoghi d'interesse
Il monumento principale è il castello assieme all'antica cattedrale. Vicino al castello si vedono ancora i ruderi dell'antica cattedrale dedicata a Santa Maria Trinitatorum. La struttura è ad aula rettangolare e accanto si vede il campanile del XII secolo, la cui prima facciata ha sei rosoni diversi.
Al centro della frazione è situata la chiesa parrocchiale di San Nicola del Vaglio, che estende la propria giurisdizione anche al territorio limitrofo per un totale di 566 abitanti.

## Geografia antropica
San Nicola essendo così antica è piena di vicoli con casali. Sulla parte più alta c'è il castello di Lettere assieme all'antica cattedrale che controllano tutta la frazione. Nella frazione c'è il cimitero del comune. La strada che scende la collina di San Nicola collega molti paesi come Sant'Antonio Abate e Angri.